# جنگ ائتلاف پنجم
جنگ ائتلاف پنجم (انگلیسی: War of the Fifth Coalition)، جنگی است در سال ۱۸۰۹ بین فرانسه به رهبری ناپلئون و ائتلافی از دولت‌های اروپایی که با پیروزی فرانسویان همراه بود.